# František Habáň
František Habáň (* 15. dubna 1945) byl český a československý politik Komunistické strany Československa a poslanec Sněmovny národů Federálního shromáždění za normalizace.

## Biografie
K roku 1986 se profesně uvádí jako frézař-seřizovač. Ve volbách roku 1986 zasedl za KSČ do české části Sněmovny národů (volební obvod č. 69 – Nový Jičín, Severomoravský kraj). Ve Federálním shromáždění setrval do konce funkčního období, tedy do svobodných voleb roku 1990. Netýkal se ho proces kooptací do Federálního shromáždění po sametové revoluci.
V komunálních volbách roku 1998 neúspěšně kandidoval do zastupitelstva města Kopřivnice (uváděn jako frézař, věk 53 let) za KSČM. Znovu byl na kandidátce KSČM v komunálních volbách roku 2002 (profesně uváděn coby dělník, 57 let). Ani tentokrát nebyl zvolen.